# Liste der Kulturdenkmale in Berlin-Siemensstadt

Lage von Siemensstadt in Berlin

In der Liste der Kulturdenkmale von Siemensstadt sind die Kulturdenkmale des Berliner Ortsteils Siemensstadt im Bezirk Spandau aufgeführt. Sonstige Denkmäler (künstlerisch gestaltete Monumente bzw. Bauwerke zur Erinnerung) finden sich in der Liste Denkmäler in Spandau.

## Denkmalbereiche (Gesamtanlagen)
| Nr.      | Lage | Offizielle Bezeichnung | Beschreibung | Bild |
| -------- | --- | --- | --- | --- |
| 09040492 | Goebelstraße 2/122, 11, 15, 19/25, 29, 35, 39, 45, 49, 51, 55, 61, 63, 69, 71, 75, 79, 83, 87, 91, 95, 99, 103, 107/113 Geißlerpfad 1, 3-11, 13-29 Heckerdamm 283/299 Jungfernheideweg 1, 3-15, 16/48, 21/45 Mäckeritzstraße 6/22 (Lage)                            | Großsiedlung Siemensstadt (Ringsiedlung) Teil des UNESCO-Weltkulturerbes Siedlungen der Berliner Moderne                           | Zeilenbau, 1929–1931 von Walter Gropius, Eckbau nach Kriegsschäden 1991–1992 originalgetreu wieder aufgebaut | |
| 09040492 | Goebelstraße 2/122, 11, 15, 19/25, 29, 35, 39, 45, 49, 51, 55, 61, 63, 69, 71, 75, 79, 83, 87, 91, 95, 99, 103, 107/113 Geißlerpfad 1, 3-11, 13-29 Heckerdamm 283/299 Jungfernheideweg 1, 3-15, 16/48, 21/45 Mäckeritzstraße 6/22 (Lage)                            | Großsiedlung Siemensstadt (Ringsiedlung) Teil des UNESCO-Weltkulturerbes Siedlungen der Berliner Moderne                           | Zeilenbau, 1929–1931 von Walter Gropius | |
| 09040492 | Goebelstraße 2/122, 11, 15, 19/25, 29, 35, 39, 45, 49, 51, 55, 61, 63, 69, 71, 75, 79, 83, 87, 91, 95, 99, 103, 107/113 Geißlerpfad 1, 3-11, 13-29 Heckerdamm 283/299 Jungfernheideweg 1, 3-15, 16/48, 21/45 Mäckeritzstraße 6/22 (Lage)                            | Großsiedlung Siemensstadt (Ringsiedlung) Teil des UNESCO-Weltkulturerbes Siedlungen der Berliner Moderne                           | Zeilenbau „Panzerkreuzer“, 1929–1931 von Hans Scharoun, 1950 Kopfbau aufgestockt | |
| 09040492 | Goebelstraße 2/122, 11, 15, 19/25, 29, 35, 39, 45, 49, 51, 55, 61, 63, 69, 71, 75, 79, 83, 87, 91, 95, 99, 103, 107/113 Geißlerpfad 1, 3-11, 13-29 Heckerdamm 283/299 Jungfernheideweg 1, 3-15, 16/48, 21/45 Mäckeritzstraße 6/22 (Lage)                            | Großsiedlung Siemensstadt (Ringsiedlung) Teil des UNESCO-Weltkulturerbes Siedlungen der Berliner Moderne                           | 4-stöckiger Zeilenbau, 1929–1931 von Hans Scharoun | |
| 09040492 | Goebelstraße 2/122, 11, 15, 19/25, 29, 35, 39, 45, 49, 51, 55, 61, 63, 69, 71, 75, 79, 83, 87, 91, 95, 99, 103, 107/113 Geißlerpfad 1, 3-11, 13-29 Heckerdamm 283/299 Jungfernheideweg 1, 3-15, 16/48, 21/45 Mäckeritzstraße 6/22 (Lage)                            | Großsiedlung Siemensstadt (Ringsiedlung) Teil des UNESCO-Weltkulturerbes Siedlungen der Berliner Moderne                           | Gasbeleuchtung | |
| 09040492 | Goebelstraße 2/122, 11, 15, 19/25, 29, 35, 39, 45, 49, 51, 55, 61, 63, 69, 71, 75, 79, 83, 87, 91, 95, 99, 103, 107/113 Geißlerpfad 1, 3-11, 13-29 Heckerdamm 283/299 Jungfernheideweg 1, 3-15, 16/48, 21/45 Mäckeritzstraße 6/22 (Lage)                            | Großsiedlung Siemensstadt (Ringsiedlung) Teil des UNESCO-Weltkulturerbes Siedlungen der Berliner Moderne                           | Weitere Bestandteile: siehe Denkmalliste Charlottenburg-Nord | |
| 09085577 | Goebelstraße 143 Lenther Steig (Lage) | Tageserholungsheim für Siemens-Arbeiterinnen                                                                                       | Erholungsheim & Klubhaus, 1927–1928 von Hans Hertlein, 1933 Umbau; Der eineinhalbgeschossige Ziegelbau ist winkelförmig, kubisch gestuft angelegt und mit einem Flachdach versehen, welches zur Südseite als halb überdachte Liegeterrasse gestaltet ist. Im Winkel beider Trakte überragt ein Treppenturm mit Aussichtsterrasse den Flachbau. An der Nordseite befinden sich Plastiken von Hermann Hosaeus: fünf kluge und fünf törichte Jungfrauen, sowie eine Putte mit Wandbrunnen an der Nordwestecke (→ Putto-Brunnen). | |
| 09085577 | Goebelstraße 143 Lenther Steig (Lage) | Tageserholungsheim für Siemens-Arbeiterinnen                                                                                       | Trafohäuschen | |
| 09085577 | Goebelstraße 143 Lenther Steig (Lage) | Tageserholungsheim für Siemens-Arbeiterinnen                                                                                       | Gartenanlage, 1928 von Georg Pniower | |
| 09085577 | Goebelstraße 143 Lenther Steig (Lage) | Tageserholungsheim für Siemens-Arbeiterinnen                                                                                       | Bereits um 1916 entstanden an dieser Stelle (dem sogenannten Siemensgarten) Holzbauten, die den Siemensarbeiterinnen zur Erholung dienten. 1927–1928 wurde dann nach Plänen von Hertlein ein massiver Bau anstatt der Holzbauten errichtet. Das Mädchenerholungsheim musste allerdings bereits 1931 seinen Betrieb einstellen und wurde fortan als Klubhaus für die Kameradschaft Siemens genutzt. Im Zweiten Weltkrieg wurde der Bau schwer beschädigt und 1951–1952 als Clubhaus Siemensstadt wiederhergestellt. Seit 1997 wird das Haus unter dem Namen Eduard-Willis-Haus als Wohnstätte und Beschäftigungszentrum für schwer geistig behinderte Menschen genutzt. | |
| 09085695 | Nonnendammallee 44 Otternbuchtstraße (Lage) | Osram-Maschinen-Glaswerk | Kolbenhütten A und B, 1927 und 1931 von Waldemar Pattri, Wiederherstellung 1945–1949 | |
| 09085695 | Nonnendammallee 44 Otternbuchtstraße (Lage) | Osram-Maschinen-Glaswerk | Gemengehaus | |
| 09085695 | Nonnendammallee 44 Otternbuchtstraße (Lage) | Osram-Maschinen-Glaswerk | Maschinen- und Kesselhaus | |
| 09085695 | Nonnendammallee 44 Otternbuchtstraße (Lage) | Osram-Maschinen-Glaswerk | Röhrenhütte | |
| 09085695 | Nonnendammallee 44 Otternbuchtstraße (Lage) | Osram-Maschinen-Glaswerk | Generatorenhaus | |
| 09085695 | Nonnendammallee 44 Otternbuchtstraße (Lage) | Osram-Maschinen-Glaswerk | Verwaltungsgebäude & Wohlfahrtsgebäude | |
| 09085697 | Nonnendammallee 80–81A Rohrdamm 23–24B Wattstraße 13–14A Wernerwerkdamm 36 (Lage) | Wohnanlage Nonnendamm I (Süd) der Charlottenburger Baugenossenschaft                                                               | 1910–1911 von Johnson im Auftrag der Charlottenburger Baugenossenschaft erbaut. Dreieckige Blockrandbebauung mit großem Innenhof und Kinderspielplatz. Der Baukomplex umfasst 140 Ein- bis Viereinhalbzimmerwohnungen sowie 17 Ladengeschäfte. An der Ecke Nonnendamm–Rohrdamm erhebt sich ein Turm, der als Gegenstück zu dem gegenüberliegenden Siemens-Verwaltungsgebäude gedacht ist. Ursprünglich krönte den Turm ein hohes Walmdach mit Dachreiter, welches heute allerdings nicht mehr vorhanden ist. Im Erdgeschoss des Turms befindet sich das Restaurant Stammhaus Siemensstadt, welches bereits seit der Erbauung 1911 als Casino Nonnendamm existierte. | |
| 09085698 | Nonnendammallee 89–93B Jugendweg 8–9A Mäckeritzstraße 1/11 Quellweg 20/28 (Lage) | Wohnanlage Nonnendamm-Nord der Charlottenburger Baugenossenschaft                                                                  | 1911–1912 von Josef Feldhuber Beispiel für den Reformwohnungsbau der Zeit vor dem Ersten Weltkrieg, erbaut durch die Charlottenburger Baugenossenschaft mit 229 Wohneinheiten und 22 Ladengeschäften. Im Gegensatz zu üblichen Mietskasernen in Blockrandbebauung mit stickigen Hinterhöfen, ist die trapezförmige Wohnanlage offen um einen begrünten Hof gestaltet. Die Wohnanlage war für die Beamten der benachbarten Siemenshauptverwaltung bestimmt und gehörte zur damaligen Zeit zum gehobenen Standard. Alle Wohnungen verfügen über eine Loggia oder einen Balkon und besaßen bereits zumeist eine Innentoilette, manche auch ein Bad. Siemens beteiligte sich an den Baukosten unter der Voraussetzung, dass neun Zehntel der Wohnungen Siemensbeschäftigten zur Verfügung gestellt werden. | |
| 09085698 | Nonnendammallee 89–93B Jugendweg 8–9A Mäckeritzstraße 1/11 Quellweg 20/28 (Lage) | Wohnanlage Nonnendamm-Nord der Charlottenburger Baugenossenschaft                                                                  | Gasleuchten im Straßenraum | |
| 09085705 | Otternbuchtstraße 11 (Lage) | Kraftwerk Reuter | 1929–1930, 1943 und 1948–1949 von den Siemens-Schuckertwerken Hans Hertlein(?) Das Kraftwerk Reuter wurde in den 1920er Jahren als westliches Gegenstück zum Kraftwerk Klingenberg – zunächst unter dem Namen Kraftwerk West – erbaut. Die beiden Kraftwerke waren zu der Zeit die größten und modernsten Deutschlands und stellten in den 1930er Jahren etwa 60 Prozent der insgesamt von der Bewag verbauten Kraftwerksleistung zur Verfügung. Nach dem Zweiten Weltkrieg wurde das Kraftwerk West teilweise von den sowjetischen Militärs demontiert und 1949 wieder in Betrieb genommen (1953 Umbenennung in Kraftwerk Reuter). Der Kraftwerkskomplex liegt direkt an der Spree, an einem künstlichen Hafenbecken. Das 46 Meter hohe Kesselhaus ist ein hochgestellter Quader mit schmalen Vertikalfensterbändern. Die Fassade ist mit gelb- bis rotbunten Ilse-Klinkern verblendet. Durch die Erweiterung 1949 wurde das Kesselhaus um neun Achsen nach Süden vergrößert und ein dritter Schornstein hinzugefügt. Stilistisch ist das Bauwerk mit seiner funktionalen Baumassenverteilung und dem Verzicht auf architektonische Verzierungen der Neuen Sachlichkeit zuzuordnen. | |
| 09085705 | Otternbuchtstraße 11 (Lage) | Kraftwerk Reuter | Pförtnerhäuschen | |
| 09085705 | Otternbuchtstraße 11 (Lage) | Kraftwerk Reuter | Verwaltungsgebäude | |
| 09085705 | Otternbuchtstraße 11 (Lage) | Denkmalverlust: Schornsteine | Ursprünglich zwei 110 Meter hohe Schornsteine, 1949 3. hinzugefügt. Alle drei Schornsteine wurden 2008 wegen Baufälligkeit abgetragen. | |
| 09085760 | Rohrdamm 32–33D Goebelstraße 117/125, 129/137 Jungfernheideweg 17, 49/57 Lenther Steig 9-24 Natalissteig 1, 3–29 Quellweg 38/44, 45–69, 71/75 Schuckertdamm 307, 312/334, 333, 342/386 Schuckertplatz 1–9 Schwiegersteig 1–2, 4–6, 8–12, 14–18, 20–22, 24–28 (Lage) | Siedlung Heimat | Wohnanlage mit Postgebäude, 1929–1933 von Hans Hertlein | |
| 09085760 | Rohrdamm 32–33D Goebelstraße 117/125, 129/137 Jungfernheideweg 17, 49/57 Lenther Steig 9-24 Natalissteig 1, 3–29 Quellweg 38/44, 45–69, 71/75 Schuckertdamm 307, 312/334, 333, 342/386 Schuckertplatz 1–9 Schwiegersteig 1–2, 4–6, 8–12, 14–18, 20–22, 24–28 (Lage) | Siedlung Heimat | Garagen?, 1929–1933 von Hans Hertlein | |
| 09085760 | Rohrdamm 32–33D Goebelstraße 117/125, 129/137 Jungfernheideweg 17, 49/57 Lenther Steig 9-24 Natalissteig 1, 3–29 Quellweg 38/44, 45–69, 71/75 Schuckertdamm 307, 312/334, 333, 342/386 Schuckertplatz 1–9 Schwiegersteig 1–2, 4–6, 8–12, 14–18, 20–22, 24–28 (Lage) | Siedlung Heimat | Zeilenbauten, 1929–1933 von Hans Hertlein | |
| 09085760 | Rohrdamm 32–33D Goebelstraße 117/125, 129/137 Jungfernheideweg 17, 49/57 Lenther Steig 9-24 Natalissteig 1, 3–29 Quellweg 38/44, 45–69, 71/75 Schuckertdamm 307, 312/334, 333, 342/386 Schuckertplatz 1–9 Schwiegersteig 1–2, 4–6, 8–12, 14–18, 20–22, 24–28 (Lage) | Siedlung Heimat | Wohnanlage Goebelstraße | |
| 09085760 | Rohrdamm 32–33D Goebelstraße 117/125, 129/137 Jungfernheideweg 17, 49/57 Lenther Steig 9-24 Natalissteig 1, 3–29 Quellweg 38/44, 45–69, 71/75 Schuckertdamm 307, 312/334, 333, 342/386 Schuckertplatz 1–9 Schwiegersteig 1–2, 4–6, 8–12, 14–18, 20–22, 24–28 (Lage) | Siedlung Heimat | Wohnanlage Schwiegersteig | |
| 09085760 | Rohrdamm 32–33D Goebelstraße 117/125, 129/137 Jungfernheideweg 17, 49/57 Lenther Steig 9-24 Natalissteig 1, 3–29 Quellweg 38/44, 45–69, 71/75 Schuckertdamm 307, 312/334, 333, 342/386 Schuckertplatz 1–9 Schwiegersteig 1–2, 4–6, 8–12, 14–18, 20–22, 24–28 (Lage) | Siedlung Heimat | Wohnanlage Quellweg, 1929–1933 von Hans Hertlein | |
| 09085760 | Rohrdamm 32–33D Goebelstraße 117/125, 129/137 Jungfernheideweg 17, 49/57 Lenther Steig 9-24 Natalissteig 1, 3–29 Quellweg 38/44, 45–69, 71/75 Schuckertdamm 307, 312/334, 333, 342/386 Schuckertplatz 1–9 Schwiegersteig 1–2, 4–6, 8–12, 14–18, 20–22, 24–28 (Lage) | Siedlung Heimat | Pavillon, 1929–1933 von Hans Hertlein | |
| 09085760 | Rohrdamm 32–33D Goebelstraße 117/125, 129/137 Jungfernheideweg 17, 49/57 Lenther Steig 9-24 Natalissteig 1, 3–29 Quellweg 38/44, 45–69, 71/75 Schuckertdamm 307, 312/334, 333, 342/386 Schuckertplatz 1–9 Schwiegersteig 1–2, 4–6, 8–12, 14–18, 20–22, 24–28 (Lage) | Siedlung Heimat | öffentliche Frei- und Grünflächen, 1930–1933 von Georg Pniower in Zusammenarbeit mit Leberecht Migge, mit pflanzlichen und baulichen Bestandteilen, Wege- und Platzsystem, Ausstattungsgegenständen und Bodenmodellierungen, ursprüngliche und überlieferte Anlage der Mietergärten sowie Beleuchtung im Straßenraum | |
| 09085761 | Rohrdamm 35–54 Dihlmannstraße 10/20, 30 Harriesstraße 1–14, 16 Im Eichengrund Rapsstraße 2–35, 37–59, 61–74 Rieppelstraße 1–25, 26/30 (Lage) | Siedlung Siemensstadt | Mehrfamilienhäuser und Reihenhäuser in vier Bauabschnitten einschließlich der öffentlichen und gemeinschaftlichen Frei- und Grünflächen mit pflanzlichen und baulichen Bestandteilen (Müllhäuschen, Garagen, Mauern), Wege- und Platzsystem, Ausstattungsgegenständen und Bodenmodellierungen, ursprüngliche und überlieferte Anlage der Mietergärten und Gasleuchten (siehe auch Gartendenkmal Frei- und Grünflächen) | Mehrfamilienhäuser und Reihenhäuser in vier Bauabschnitten einschließlich der öffentlichen und gemeinschaftlichen Frei- und Grünflächen mit pflanzlichen und baulichen Bestandteilen (Müllhäuschen, Garagen, Mauern), Wege- und Platzsystem, Ausstattungsgegenständen und Bodenmodellierungen, ursprüngliche und überlieferte Anlage der Mietergärten und Gasleuchten (siehe auch Gartendenkmal Frei- und Grünflächen) |
| 09085761 | Rohrdamm 35–54 Dihlmannstraße 10/20, 30 Harriesstraße 1–14, 16 Im Eichengrund Rapsstraße 2–35, 37–59, 61–74 Rieppelstraße 1–25, 26/30 (Lage) | Siedlung Siemensstadt | 1921–1925 von Hans Hertlein, 1. Bauabschnitt („Alte Siedlung“), Wohnblocks und Mehrfamilien-Reihenhäuser | |
| 09085761 | Rohrdamm 35–54 Dihlmannstraße 10/20, 30 Harriesstraße 1–14, 16 Im Eichengrund Rapsstraße 2–35, 37–59, 61–74 Rieppelstraße 1–25, 26/30 (Lage) | Siedlung Siemensstadt | 1926–1927 von Hans Hertlein, 2. Bauabschnitt, Reihenhausblöcke & Reihenhäuser | |
| 09085761 | Rohrdamm 35–54 Dihlmannstraße 10/20, 30 Harriesstraße 1–14, 16 Im Eichengrund Rapsstraße 2–35, 37–59, 61–74 Rieppelstraße 1–25, 26/30 (Lage) | Siedlung Siemensstadt | 1928–1930 von Hans Hertlein, 3. Bauabschnitt, Zeilenbauten und Siedlungshäuser | |
| 09085761 | Rohrdamm 35–54 Dihlmannstraße 10/20, 30 Harriesstraße 1–14, 16 Im Eichengrund Rapsstraße 2–35, 37–59, 61–74 Rieppelstraße 1–25, 26/30 (Lage) | Siedlung Siemensstadt | 1930 von Hans Hertlein, 3. Bauabschnitt, Garagen für Pkw | |
| 09085761 | Rohrdamm 35–54 Dihlmannstraße 10/20, 30 Harriesstraße 1–14, 16 Im Eichengrund Rapsstraße 2–35, 37–59, 61–74 Rieppelstraße 1–25, 26/30 (Lage) | Siedlung Siemensstadt | 1931–1932 von Hans Hertlein, 4. Bauabschnitt, Ein- und Mehrfamilien-Reihenhäuser | |
| 09085803 | Siemensbahn (Lage) | Siemensbahn (zwischen Bezirksgrenze und Bahnhof Gartenfeld)                                                                        | Viadukt zwischen Popitzweg und Spree | |
| 09085803 | Siemensbahn (Lage) | Siemensbahn (zwischen Bezirksgrenze und Bahnhof Gartenfeld)                                                                        | Bahnhof Wernerwerk, 1928–1929 von Hans Hertlein | |
| 09085803 | Siemensbahn (Lage) | Siemensbahn (zwischen Bezirksgrenze und Bahnhof Gartenfeld)                                                                        | Straßenunterführung Jungfernheideweg | |
| 09085803 | Siemensbahn (Lage) | Siemensbahn (zwischen Bezirksgrenze und Bahnhof Gartenfeld)                                                                        | Straßenunterführung Quellweg | |
| 09085803 | Siemensbahn (Lage) | Siemensbahn (zwischen Bezirksgrenze und Bahnhof Gartenfeld)                                                                        | Straßenunterführung Lenther Steig | |
| 09085803 | Siemensbahn (Lage) | Siemensbahn (zwischen Bezirksgrenze und Bahnhof Gartenfeld)                                                                        | Bahnhof Siemensstadt mit Viadukt Rohrdamm | |
| 09085803 | Siemensbahn (Lage) | Siemensbahn (zwischen Bezirksgrenze und Bahnhof Gartenfeld)                                                                        | Gleichrichterwerk Rohrdamm | |
| 09085803 | Siemensbahn (Lage) | Siemensbahn (zwischen Bezirksgrenze und Bahnhof Gartenfeld)                                                                        | Straßenunterführung Am Schaltwerk | |
| 09085803 | Siemensbahn (Lage) | Siemensbahn (zwischen Bezirksgrenze und Bahnhof Gartenfeld)                                                                        | Stellwerk Gartenfeld | |
| 09085803 | Siemensbahn (Lage) | Siemensbahn (zwischen Bezirksgrenze und Bahnhof Gartenfeld)                                                                        | Endbahnhof Gartenfeld | |
| 09096870 | U-Bahn-Linie U7 Altstädter Ring Am Juliusturm Breite Straße Carl-Schurz-Straße Gorgasring Nonnendammallee Popitzweg Seegefelder Straße Siemensdamm Stabholzgarten                                                                                                   | U-Bahnhöfe Siemensdamm, Rohrdamm, Paulsternstraße, Haselhorst, Zitadelle, Altstadt Spandau und Rathaus Spandau der U-Bahn-Linie U7 | U-Bahnhof Siemensdamm, 1973–1984 von Rainer G. Rümmler (Lage) | |
| 09096870 | U-Bahn-Linie U7 Altstädter Ring Am Juliusturm Breite Straße Carl-Schurz-Straße Gorgasring Nonnendammallee Popitzweg Seegefelder Straße Siemensdamm Stabholzgarten                                                                                                   | U-Bahnhöfe Siemensdamm, Rohrdamm, Paulsternstraße, Haselhorst, Zitadelle, Altstadt Spandau und Rathaus Spandau der U-Bahn-Linie U7 | U-Bahnhof Rohrdamm, 1973–1984 von Rainer G. Rümmler (Lage) | |
| 09096870 | U-Bahn-Linie U7 Altstädter Ring Am Juliusturm Breite Straße Carl-Schurz-Straße Gorgasring Nonnendammallee Popitzweg Seegefelder Straße Siemensdamm Stabholzgarten                                                                                                   | U-Bahnhöfe Siemensdamm, Rohrdamm, Paulsternstraße, Haselhorst, Zitadelle, Altstadt Spandau und Rathaus Spandau der U-Bahn-Linie U7 | U-Bahnhof Paulsternstraße, 1973–1984 von Rainer G. Rümmler (Lage) | |
| 09096870 | U-Bahn-Linie U7 Altstädter Ring Am Juliusturm Breite Straße Carl-Schurz-Straße Gorgasring Nonnendammallee Popitzweg Seegefelder Straße Siemensdamm Stabholzgarten                                                                                                   | U-Bahnhöfe Siemensdamm, Rohrdamm, Paulsternstraße, Haselhorst, Zitadelle, Altstadt Spandau und Rathaus Spandau der U-Bahn-Linie U7 | Weitere Bahnhöfe: siehe Denkmallisten Berlin-Haselhorst und Berlin-Spandau | |

## Baudenkmale
| Nr.      | Lage                                                   | Offizielle Bezeichnung                                                | Beschreibung | Bild |
| -------- | ------------------------------------------------------ | --------------------------------------------------------------------- | --- | ---- |
| 09085855 | Gartenfelder Straße 28 (Lage)                          | Siemenswerke Bereich Gartenfeld, Kabelwerk-Heizwerk                   | 1927, 1929–1930 von Hans Hertlein |      |
| 09085856 | Gartenfelder Straße 14 (Lage)                          | Siemenswerke Bereich Gartenfeld, Kabelwerk-Metallwerk, „Belgienhalle“ | 1917–1918 aus Valenciennes und gleichartige Erweiterung, 1922, 1928–1929 von Hans Hertlein |      |
| 09085568 | Gartenfelder Straße 28 (Lage)                          | Siemenswerke Bereich Gartenfeld, Kabelwerk-Hallenkomplex              | 1911–1912 von Karl Janisch und Nagy, nordöstliche Erweiterung 1913; 1918 und 1923 Teilwiederaufbau von Hans Hertlein |      |
| 09085568 | Gartenfelder Straße 28 (Lage)                          | Siemenswerke Bereich Gartenfeld, Kabelwerk-Hallenkomplex              | Luftschutzbunker, 1941 |      |
| 09085568 | Gartenfelder Straße 28 (Lage)                          | Denkmalverlust: Halle                                                 | Nordwestliche Halle 2012 nach Brand abgerissen |      |
| 09085628 | Jugendweg 10–14 (Lage)                                 | Johanna-von-Siemens-Heim, Kinderheim                                  | 1911–1912 von Karl Janisch, 1930 von Hans Hertlein erweitert Das Kinderheim (im heutigen Sinne eine Kindertagesstätte) wurde im Auftrag der Firma Siemens errichtet und bot ursprünglich Raum für 150 Krippenplätze. Seit 1992 wird der Kindergarten durch das Christliche Jugenddorfwerk Deutschlands geführt. Das Gebäude besteht aus einem zweigeschossigen Massivbau mit Ziegeldach und einem angebauten eingeschossigen Flachbau. Das Hauptgebäude ist teilweise von einer Galerie umschlossen. Auf den Torpfeilern zum Grundstückseingang befinden sich zwei Plastiken von Hermann Hosaeus: ein ruhendes und ein spielendes Kind. Weitere historische Fotos im Bildindex der Kunst und Architektur. |      |
| 09085629 | Jugendweg 15–16 Lenther Steig 3/5 Rohrdamm (Lage)      | 11. Spandauer Gemeindeschule                                          | 1908–1909; Turnhalle 1912 Die Schule wurde als 11. Spandauer Gemeindeschule gegründet. Die Firma Siemens stellte hierfür das Grundstück zur Verfügung und übernahm einen Großteil der Baukosten. Bis 1957 hieß die Schule Waldschule, danach Robert-Reinick-Grundschule. 2011 wurde die Robert-Reinick-Grundschule vollständig an den Filialstandort Jungfernheideweg 32–48. ausgegliedert Auf dem Areal Lenther Steig/Jugendweg befindet sich nunmehr die 7. Integrierte Sekundarschule mit dem Namen Schule an der Jungfernheide. Der Altbau besteht aus einem langgestreckten, zweigeschossigen Hauptflügel mit dreiachsigem Mittelpavillon und zwei kürzeren, abgewinkelten Seitenflügeln. Am nördlichen Seitenflügel wurde 1912 die Turnhalle angebaut. Um das Gebäude läuft ein markantes Kranzgesims, darüber eine Attikazone mit Walmdach. Weitere historische Fotos im Bildindex der Kunst und Architektur. |      |
| 09097751 | Lenther Steig 7 (Lage)                                 | Relief-Gedenkwand in der Robert-von-Siemens-Halle                     | 1958 von Bernhard Heiliger und Fritz Kühn (Bildhauer) Die Gedenkwand zu Ehren Robert von Siemens‘, Enkel von Werner von Siemens und Leiter der Wissenschaftlich-Technischen Zentralstelle der Siemens-Schuckertwerke AG, befindet sich im Eingangsbereich der Robert-von-Siemens-Halle. Sie besteht aus zwei Teilen: einem abstrakten Metallrelief von Bernhard Heiliger und einem Profilporträt Robert von Siemens'. weitere Informationen siehe: Denkmäler in Spandau |      |
| 09085737 | Natalissteig 2 Quellweg 43 (Lage)                      | Kath. St.-Joseph-Kirche mit Pfarrhaus                                 | 1934–1935 von Hans Hertlein |      |
| 09085694 | Nonnendammallee Rohrdamm (Lage)                        | Ehrenmal                                                              | 1934 von Hans Hertlein und Josef Wackerle. Das Ehrenmal zum Gedenken an die etwa 3000 im Ersten Weltkrieg gefallenen Siemens-Mitarbeiter befindet sich auf dem südöstlichen Vorplatz des Verwaltungsgebäudes (siehe Nonnendammallee 101). 1970 wurde das Ehrenmal um eine Gedenkstätte für die im Zweiten Weltkrieg gefallenen Werksangehörigen erweitert. weitere Informationen siehe: Denkmäler in Spandau |      |
| 09085696 | Nonnendammallee 72 Motardstraße 54 Rohrdamm 88 (Lage)  | Siemenswerke, Dynamowerk                                              | 1906 von Karl Janisch und Carl Dihlmann, 1909–1912 von Janisch erweitert, 1922 und 1938–1942 von Hertlein erweitert |      |
| 09085696 | Nonnendammallee 72 Motardstraße 54 Rohrdamm 88 (Lage)  | Siemenswerke, Dynamowerk                                              | Einfriedung |      |
| 09085696 | Nonnendammallee 72 Motardstraße 54 Rohrdamm 88 (Lage)  | Siemenswerke, Dynamowerk                                              | Pförtnerhaus |      |
| 09085699 | Nonnendammallee 97 Grammestraße 11 Wattstraße 5 (Lage) | Mietshaus                                                             | 1910–1911 von Bruno Taut und Franz Hoffmann (→ Taut & Hoffmann). Dreigeschossiger Putzbau mit Walmdach und ausgebautem Dachgeschoss. Die Fassade ist geprägt von massigen Eckrisaliten zur Straßenseite und feingliedrige Holzbalkone. |      |
| 09085700 | Nonnendammallee 101 Rohrdamm 83/85 (Lage)              | Siemenswerke, Verwaltungsgebäude                                      | 1910–1913 von Karl Janisch und Friedrich Blume, 1922, 1929–1930 von Hans Hertlein erweitert |      |
| 09085701 | Nonnendammallee 104, 108 (Lage)                        | Siemens-Schuckert-Werke, Schaltwerk-Hochhaus und Hallengebäude        | Halle D für Flugzeugbau, 1916 von Karl Janisch, ab 1919 Schaltwerk |      |
| 09085701 | Nonnendammallee 104, 108 (Lage)                        | Siemens-Schuckert-Werke, Schaltwerk-Hochhaus und Hallengebäude        | Nordbau und Ostbau, 1921–1922 |      |
| 09085701 | Nonnendammallee 104, 108 (Lage)                        | Siemens-Schuckert-Werke, Schaltwerk-Hochhaus und Hallengebäude        | Schaltwerk Hochhaus, 1926–1928 von Hans Hertlein |      |
| 09085701 | Nonnendammallee 104, 108 (Lage)                        | Siemens-Schuckert-Werke, Schaltwerk-Hochhaus und Hallengebäude        | Der Schaltwerk-Komplex befindet sich direkt westlich des Siemens-Verwaltungsgebäudes. Er besteht aus einem 222 m langen und 180 m tiefen Flachbau sowie einer zehngeschossigen, 45 Meter hohen Hochhausscheibe in Stahlskelettbauweise, rechtwinklig zur Nonnendammallee, welche durch zwei Verbindungstrakte an den Flachbau angeschlossen ist. Die 58-achsige Längsfront des Hochhauses wird durch 29 schmale Wandpfeiler untergliedert. Im achten Geschoss wird die vertikale Ordnung durch einen Rücksprung der Fassade unterbrochen. Auf beiden Seiten sind jeweils zwei dominante Erschließungstürme vorgestellt, in denen sich Aufzüge, Treppenhäuser und Sanitäreinrichtungen befinden. Der zur Zeit des Ersten Weltkrieges entstandene Flachbau wurde anfänglich sowohl für den Flugzeug- wie auch Schaltanlagenbau verwendet. Die Flugzeugproduktion stellte man 1919 ein. In den folgenden Jahren wurden die Produktionskapazitäten im Schaltanlagenbau immer weiter vergrößert. 1926 beschloss Siemens & Halske zur Erweiterung des Schaltwerks den Neubau eines Fabrikhochhauses östlich des Flachbaus. Eine weitere Ausdehnung des Flachbaus in der Ebene kam aus wirtschaftlichen Gründen nicht infrage, da dies zu langen, sich kreuzenden Transportwegen geführt hätte. So entwickelte Hertlein zusammen mit Carl Köttgen das Konzept des Fabrikhochhauses – das Erste in Europa. Es ist eine Weiterentwicklung des Prinzips der Stockwerksfabrik in Hofanlage (wie beim Wernerwerk II) hin zum Zeilenbau. Die Innovation des Schaltwerkhochhauses ist in der Loslösung von der starren Blockrandbebauung und dem Verzicht auf repräsentative Elemente zu sehen. Das Schaltwerkhochhaus wird vielfach als bedeutendes Beispiel für das Neue Bauen im Stil der Neuen Sachlichkeit der 1920er Jahre bezeichnet. In seiner monumentalen Erscheinung wurde es in zahlreichen Illustrationen als Symbol der Moderne, der „Elektropolis“ Berlin dargestellt. |      |
| 09085854 | Nonnendammallee 108 Paulsternstraße 26 (Lage)          | Siemenswerke, Hochspannungsprüffeld mit Parabelhalle und Laborgebäude | 1958–1959 von Walter Henn Das Hochspannungsprüffeld ist eine Erweiterung der benachbarten Stoßstromprüfanlage. Die Anlage besteht aus einem Gebäudeblock mit Laboratorien und Werkstätten sowie einer 25 Meter hohen Parabelhalle. |      |
| 09085853 | Rohrdamm 82 (Lage)                                     | Siemenswerke, Stoßstrom-Prüfanlage                                    | 1927 von Hans Hertlein Die Stoßstromprüfanlage dient der Erprobung von Hochspannungsleistungsschaltern. Sie befindet sich direkt nördlich des Schaltwerkes. Das Gebäude ist als Hülle für die technischen Anlagen konzipiert und wurde bis in die 1950er Jahre mehrfach erweitert. Die maßgeblich an den Zweck orientierte Bauform ist zugleich die Besonderheit dieses Bauwerks. |      |
| 09085790 | Schuckertdamm 336–340 (Lage)                           | Ev. Christophoruskirche                                               | 1929–1931 von Hans Hertlein |      |
| 09085804 | Siemensdamm 50 (Lage)                                  | Wernerwerk-Hochhaus                                                   | Fabrikgebäude, 1929–1930 von Hans Hertlein |      |
| 09085804 | Siemensdamm 50 (Lage)                                  | Wernerwerk-Hochhaus                                                   | Verwaltungsgebäude |      |
| 09085804 | Siemensdamm 50 (Lage)                                  | Wernerwerk-Hochhaus                                                   | Brunnenanlage |      |
| 09085804 | Siemensdamm 50 (Lage)                                  | Wernerwerk-Hochhaus                                                   | Pergola |      |
| 09085805 | Siemensdamm 62 (Lage)                                  | Wernerwerk XV                                                         | 1924–1925 und spätere Erweiterungen von Hans Hertlein |      |
| 09085835 | Wernerwerkdamm 2 Rohrdamm 22 (Lage)                    | Forschungslaboratorium                                                | 1914–1917, 1922 von Hans Hertlein. Das sechsgeschossige, U-förmige Gebäude ist der erste Bau Hertleins in der Siemensstadt. Architektonisch ist es noch sehr stark an das Siemens-Verwaltungsgebäude angelehnt. Der Erste Weltkrieg unterbrach 1917 die Bauarbeiten, sodass das Gebäude erst 1924 fertiggestellt werden konnte. Während des Zweiten Weltkrieges wurde der Nordflügel schwer beschädigt und erst 1964 wieder rekonstruiert. Mit der Verlagerung der zentralen Forschung nach Westdeutschland (nach 1945), verlor der Standort auch an Bedeutung als Forschungslabor. In den 1960er Jahren wurde das Gebäude nach Beseitigung der Kriegsschäden als Wohnheim für Gastarbeiter genutzt und wenig später als Verwaltungsgebäude für das benachbarte Meßgerätewerk. Zwischen 1982 und 1989 war das Gebäude ungenutzt, danach umfangreich saniert und zu einem Bürogebäude umgestaltet. Bauzeichnungen, Beschreibung und historische Fotos im Zentralblatt der Bauverwaltung 1926. |      |
| 09085836 | Wernerwerkdamm 5 Wohlrabedamm 32 (Lage)                | Turmbau des Wernerwerks II                                            | 1916–1918 von Hans Hertlein. Der Turm des ehemaligen Wernerwerks II (Messgerätewerk) – auch Siemensturm genannt – ist ein 70,8 Meter hoher Uhrenturm mit je einer Uhr an allen vier Seiten mit einem Durchmesser von 7 Metern. Neben seiner dekorativen Qualität als Vertikalakzent besaß er aber auch hauptsächlich verschiedene funktionale Eigenschaften. In seinem Inneren befindet sich ein Schornstein für das zentrale Kesselhaus des Messgerätewerkes sowie ein hochgelegener Wasserbehälter zur Prüfung von Flüssigkeitsmessern. Der Turm stand einst in der Mitte des aus sieben Innenhöfen bestehenden Messgerätewerkes. Im Zweiten Weltkrieg wurden große Teile des Messgerätewerkes zerstört, sodass nur noch drei Innenhöfe erhalten geblieben sind und der Turm nun direkt am östlichen Rand des Gebäudes steht. Heute ist das Bauwerk Teil des Siemens Technoparks Berlin und ein markantes Wahrzeichen der Siemensstadt. Aus städtebaulicher Sicht ist der Turm als rathausähnliche Krönung der Siemensstadt zu sehen. In der Folgezeit wurde der Turmgedanke als städtebauliche Akzentsetzung auch zum Beispiel beim Ullsteinhaus (1925–1927) oder dem Borsigturm (1922) aufgegriffen. |      |
| 09085837 | Wohlrabedamm 13 (Lage)                                 | Normalschuppen W540                                                   | 1944 von Hans Hertlein. Während des Zweiten Weltkrieges errichtete Siemens zahlreiche Behelfsbauten aus Fertigbauteilen, für die Hans Hertlein das Konzept des „Normalschuppens“ entwickelte. Die bautechnische Entwicklungsarbeit übernahm die Firma Dyckerhoff & Widmann. Mit Hilfe dieser genormten Behelfsbauten konnte man zum einen den Raumbedarf bestimmter Betriebszweige flexibel erweitern und zum anderen, durch Kriegseinwirkung beschädigte Werksgebäude schnell ersetzen. Neben diesen Schuppen wurden auch Barackenbauten zur Unterbringung von Zwangsarbeitern während des Krieges errichtet. Heute besteht von diesen Behelfsbauten nur noch der Normalschuppen W540 am Wernerwerkdamm 16. |      |

## Gartendenkmale
| Nr.      | Lage | Offizielle Bezeichnung                                      | Beschreibung | Bild |
| -------- | --- | ----------------------------------------------------------- | --- | ---- |
| 09046210 | Rohrdamm 35–54 Dihlmannstraße 10/20, 30 Harriesstraße 1–14, 16 Im Eichengrund 2 Rapsstraße 1–35, 37–59, 61–74 Rieppelstraße 1–25, 26/28 (Lage) | Öffentliche Frei- und Grünflächen der Siedlung Siemensstadt | Öffentliche Frei- und Grünflächen der Harriesstraße, Rapsstraße, Rieppelstraße sowie Grünanlagen (Schmuckplätze) westlich der Rapsstraße 67/73 und nördlich der Dihlmannstraße 16/20, 1921–1930; mit Strukturen der Entstehungszeit, mit pflanzlichen und baulichen Bestandteilen, Ausstattungsgegenständen und Bodenmodellierungen (siehe auch Gesamtanlage Siedlung Siemensstadt) |      |
| 09046210 | Rohrdamm 35–54 Dihlmannstraße 10/20, 30 Harriesstraße 1–14, 16 Im Eichengrund 2 Rapsstraße 1–35, 37–59, 61–74 Rieppelstraße 1–25, 26/28 (Lage) | Öffentliche Frei- und Grünflächen der Siedlung Siemensstadt | Skulpturenschmuck |      |
| 09046210 | Rohrdamm 35–54 Dihlmannstraße 10/20, 30 Harriesstraße 1–14, 16 Im Eichengrund 2 Rapsstraße 1–35, 37–59, 61–74 Rieppelstraße 1–25, 26/28 (Lage) | Öffentliche Frei- und Grünflächen der Siedlung Siemensstadt | Gasbeleuchtung des Straßenraums |      |